# ذوالحدین
قیاس دو حدی یا تنگنا یا دوراهی یا دوگانگی یا ذوالحدین (به انگلیسی: Dilemma) و (به یونانی: δίλημμα) الگویی منطقی‌است که از سه مقدمه تشکیل می‌شود. مقدمه اول قضیه شرطی منفصل و مقدمه دوم و سوم قضایای شرطی متصل هستند که مقدم آن‌ها به ترتیب، قضیه اول و قضیه دوم قضیه منفصل است. نتیجه این مقدمات، یک قضیه شرطی منفصل ایجاد خواهد نمود که هر قضیه آن، تالی دو ترکیب شرطی در مقدمه‌هاست.
او یا حامله می‌شود یا حامله نمی‌شود.
اگر او حامله شود، دوست پسرش مجبور به ازدواج با او می‌شود.
اگر او حامله نشود، دوست پسرش او را ول می‌کند و به سربازی می‌رود.
پس دوست پسر او یا با او ازدواج می‌کند یا به سربازی می‌رود.
مثال دیگری از این الگو:
فرزند آن‌ها یا پسر است یا دختر.
اگر فرزند آن‌ها پسر باشد او را علی می‌نامند.
اگر فرزند آن‌ها دختر باشد او را زهرا می‌نامند.
پس آن‌ها فرزندشان را یا علی می‌نامند یا زهرا.
ذوالحدین معمولاً طوری صورت‌بندی می‌شود که طبق آن ناگزیرید بین دو گزاره الف یا ب یکی را انتخاب کنید؛ در حالتی که این دو گزاره درست (تنها حالت‌های قابل بیان) باشند، دوگانه درست است و در صورتی که حالات دیگری امکان‌پذیر باشد به آن دوگانه جعلی گفته می‌شود که از انواع مغالطه است.